# ماری لوئیس کلی
ماری لوئیس کلی (به انگلیسی: Mary Louise Kelly) نویسنده و گوینده آمریکایی است. او مجری برنامه خبری روزانه همه چیز در نظر گرفته شده در رادیو عمومی ملی (ان‌پی‌آر) است و قبلاً امنیت ملی را در این شبکه پوشش می‌داد. او قبل از ان‌پی‌آر برای سی‌ان‌ان و بی‌بی‌سی در لندن گزارش می‌داد. نوشته‌های او در نیویورک تایمز، واشینگتن پست، وال استریت ژورنال، نیوزویک، آتلانتیک و سایر نشریات ظاهر شده‌است. اولین رمان او با عنوان منابع ناشناس در سال ۲۰۱۳ منتشر شد. رمان دوم او با نام گلوله در سال ۲۰۱۵ چاپ شد.